# Barbarossa (jeu)
Pour les articles homonymes, voir Barberousse.
Barbarossa est un jeu de société créé par Klaus Teuber en 1988 et édité par Kosmos.
Pour 3 à 6 joueurs, à partir de 12 ans pour environ 45 minutes.

## Récompense
- Spiel des Jahres  1988